# Вудгейт, Джеймс
Джеймс Вудгейт (англ. James Woodgate; род. 29 мая 2002, Шеппертон, Юго-Восточная Англия) — британский лучник, специализирующийся в стрельбе из олимпийского лука. Участник Олимпийских игр.

## Биография
Джеймс Вудгейт родился 29 мая 2002 года.
Начал заниматься стрельбой из лука в возрасте семи лет, а спустя два года впервые принял участие на местном соревновании. У Вудгейта есть старший брат, который начал заниматься стрельбой из лука годом раньше Джеймса.

## Карьера
Джеймс Вудгейт выступает за клуб Woking Archery Club.
В 2020 году получил приз лучшему талантливому молодому спортсмену.
Из-за пандемии коронавируса, Джеймс был вынужден тренироваться с 2020 года в домашних условиях. Ему удалось разместить мишень на чердаке, где он улучшал навыки.
В 2021 году участвовал на Кубке мира в Лозанне, где выбыл в первых раундах, и Париже, где проиграл в личном турнире на стадии 1/32 финала. Вудгейт также участвовал во Франции в миксте, где дошёл до 1/8 финала. Принял участие на Олимпиаде-2020 в Токио. В командном турнире вместе с Патриком Хьюстоном и Томом Холлом, британцы победили Индонезию в первом раунде c сухим счётом, но затем уступили Нидерландам 3:5 в четвертьфинале. В личном турнире Вудгейт проиграл казахстанцу Ильфату Абдуллину со счётом 7:3 в первом же матче на стадии 1/32 финала.